# DAS:VASSER
DAS:VASSER（ダスヴァサー）は、日本のヴィジュアル系ロックバンド。

## 解説
バンド名の由来はドイツ語の水から来ている。実際のスペルはDAS WASSER（ダス バッサー）と、読みにくいことから、WをVに変えDAS:VASSER（ダスヴァサー）となった。その後のインタビューで響兵が「水のように冷たくなれば固まり、蒸発すれば消えてしまう。そんな様々な形に変化できるバンドでありたい」と言っている。
初ライブは1998年1月に難波ROCKETSで行われる（結成当時は、一狼がまだ高校生であり、活動の拠点は基本的に関西エリアで行われていた）。
初ライブから半年後、当時のMIRAGEのベースであったKISAKI率いるMatinaに所属し、徐々に活動を広げていく（この頃から同じ所属バンドのMadeth gray'll、AZALEAやDir en grey等のバンドの影響を受け、衣装や楽曲などもMatina系になっていく）。
1999年からはドラムに汰楼を迎え今までの発狂系の音楽から、ハードロックよりの音楽に変わっていき、メイクや衣装も徐々にフォーマルに変わっていく。2000年には、当時は駆け出しだったDue'le quartz（デュール・クォーツ）と全国ツアーを一緒に回るなど精力的に活動する。ローディには元サディの空、元Eze:quLの秦などがヘルプをしていた。
2001年、所属事務所を脱退し、自主で音源制作や全国ワンマンツアーを回るが、ツアー最終の大阪BIG CATのワンマンライブでDrの汰楼とGtの一狼が脱退してしまう。
その後、活動拠点を東京に変え「LOVER:SOUL」と言う名でシークレットライブをやるなどの活動をするが、一年後、目黒LIVE STATIONの主催ライブを以って解散してしまう。
2007年12月26日、DAS:VASSERの10周年を記念して響兵と秀暁で、一夜限りの復活ライブをHOLIDAY OSAKAで行う。
2009年09月23日、DAS:VASSERの12周年を記念して響兵と秀暁と汰楼で、一夜限りの復活ライブを江坂MUSEで行う。
2011年11月26日、DAS:VASSER14周年記念主催イベントにて、15周年一年間期間の限定活動再開発表。
2012年04月04日、15周年活動再開第一弾 ワーストアルバム「真実ノ「影」」をリリース。
2012年11月11日、15周年活動再開第二弾 ベストアルバム「虚像ノ「光」」をリリース。

## メンバー
- 響兵（きょうへい） 1978年6月12日生まれ 大阪市出身 血液型：A型 身長：180cm 体重：60kg 趣味：英会話

高校時代は、黒夢の大ファンで、ライブにもよくコスプレで通っていたらしい。
大阪の大学で秀暁と出会い、バンド活動に専念するのために大学を中退した。
Matinaに入ってからは、Madeth gray'llの翡翠に憧れて髪を金髪にして瓜二つの様な時期もあった。
シンクロ発売以降は、髪を切りその風貌はMatinaのスタイルの域を超えてしまった。
2002年、DAS:VASSERの解散後、2003年に元蜉蝣の喰夜と元k@mikazeの新汰とでGUICHE（ギーシュ）という(メタル)ハードコアバンドを結成したが半年で活動休止する。
その後、アメリカのLos Angelesに単独で2年間留学にする。帰国後は、東京で[P:D]というミクスチャーバンドでラッパーとして活躍するが一年で脱退する。現在は就職し、Number Mouseというバンドで社会人として音楽活動を再開している。
- 秀暁（ひであき） 1979年1月19日生まれ 神戸市出身 血液型：B型 身長：173cm 体重：50kg 趣味：釣り パチンコ その他：愛犬家

高校時代は、LUNA SEAの大ファンであった。
響兵とは大阪の大学在学中に出会う。(響兵と同じ理由で、同じ時期に中退する)
DAS:VASSERの発起人であり、リーダーである。
2002年のDAS:VASSER解散後はバンドを引退。その後、結婚して、自ら起こしたIT系の会社で社長をし、ELE-MUSICというヴィジュアル系のプロダクションの代表も務めている。近年ではバンド活動を復帰しており、元Aliene Ma'riageの狂華と元 La'MuleのYOU-YA達と共にPink-Tribalというバンドを結成。後に元雀羅の明透遊のバンドUNDEADのベースとして加入した。
- 一狼（いちろう）1980年10月17日生まれ 大阪府泉大津市出身 血液型：A型 身長：180cm

本名は田中一朗である。
DAS:VASSER脱退後は、JILSに加入し、一朗と改名。ポジションをギターからベースに変える。
その後、2010年夏頃にKαinを脱退。

## 歴史
- 1997年8月、響兵と秀暁を中心に結成。1998年1月に、一狼と修鈴が加入。
- 1998年7月、KISAKI率いるインディーズ事務所Matinaに所属する。
- 1999年3月、初の全国ツアー「DECADENCE」をS、AZALEA、DISTRAYと回る。
- 1999年9月、修鈴が脱退。その翌月に汰楼が正式加入する。
- 2000年2月、「ATTEMPT SUICIDE」 ワンマンライブを東京は目黒鹿鳴館と大阪は西九条BLAND NEWで行う。両日ともにチケットは即完売する。東京の方は、シングルの「CECIL」が配布される。
- 2000年6月、due'le quartzとのカップリングツアー「D」で全国を回る。
- 2000年10月、アルバム「シンクロ」がスマッシュヒットする。発売記念に、渋谷ON AIR WESTでワンマンライブを行う。
- 2001年1月、所属していた事務所Matinaから離脱し、自主で活動を開始する。
- 2001年5月1日、ツアーファイナルの大阪BIG CATのワンマンライブで一狼（→JILS）と汰楼（→Waive）が脱退。
- 2002年2月16日、目黒LIVE STATIONの主催イベントにて解散する。DAS:VASSERの最後の曲「LILY」をデモテープで配布。
- 2007年12月26日、結成10年記念で一日復活ライブを大阪で行う。（響兵、秀暁）
- 2009年9月23日、結成12年記念、一日復活ライブを大阪で行う。(響兵、秀暁、汰楼)
- 2011年11月26日、結成14年記念、一日復活ライブを東京目黒鹿鳴館で行う。(響兵、秀暁)
- 2012年1月、結成15周年一年間期間限定活動再開。

## ディスコグラフィ

### デモテープ
| 1998年4月4日              | VASSER            | 1.VASSER 2.桜模様の細胞 3.CUTTING_EXTASY 4.ATTEMPT_SUICIDE | インディーズデビュー。限定100本を完売。                                                           |
| 1998年10月1日             | 寡黙              | 1.寡黙                                                     | 限定100本を梅田GUILDでの、バンド初のワンマンライブにて配布。                                      |
| 1998年10月10日            | 青玉 -サファイア- | 1.夢又夢 2.青い…MASK                                       | Matina所属第一弾のデモテープ。 プロデュースに、Madeth gray'llの雪那を迎えて制作。限定1000本を完売 |
| 1999年9月5日 1999年9月7日 | 輪廻転生          | 1.輪廻転生                                                 | 9月5日東京の神楽坂DIMENSION、 9月7日大阪THE NEST SALOONでのワンマンライブにて限定100本ずつ配布。  |
| 2002年2月16日             | LILY              | 1.LILY                                                     | 目黒LIVE STATION（解散ライブで配布）。                                                            |

### シングル、マキシシングル
| 1999年9月29日              | ≠     | 1.拘束 2.SHADOW 3.第二模倣者             | 初のマキシシングル。3000枚を完売。                                                           |
| 2000年2月11日              | CECIL | 1.CECIL                                  | 初の目黒鹿鳴館ワンマンにて配付。                                                             |
| 2000年6月24日 2000年7月9日 | 「D」 | 1.「D」 DAS:VASSER 2.「鋲」Due'le quartz | Due'le quartzとのカップリングツアー「D」のファイナル二日間無料配布。 二バンド各一曲収録「D」 |

### ミニアルバム、アルバム
| 1999年5月26日  | VASSER...                | 1.VASSER… 2.「桜」 3.CUTTING_EXTASY 4.寡黙 5.ATTEMPT_SUICIDE (ノンフィクションver.)                 | 1stミニアルバム（自主時代のデモテープのリメイク盤） 5000枚完売。              |
| 1999年7月28日  | 「-」                    | 1.DEATH…「MOTHER LOVE」 2.マリオネット 3.DESPAIR 4.AURORA 5.羞恥奴隷                                | 2ndミニアルバム3000枚を完売。                                                 |
| 2000年10月25日 | シンクロ                 | 1.生贄 2.ウソツキ 3.白い君、黒い月 4.ダンディズム 5.トラウマ 6.ブリティッシュ ダウンタウン 7.AURORA | 初のフルアルバム。 初回5000枚を完売、2ndプレス3000枚を完売。                  |
| 2001年3月15日  | un_dead children         | 1.OVER 2.FIRST IMPACT 3.CRASH×3 4.RE-MIND 5. wow-ai-nin (incomplete ver.)                           | Matina脱退後、初の自主制作ミニアルバム。 そして4人でのラストの作品。          |
| 2012年4月4日   | Worst Album 真実ノ「影」 | 1.Attempt Suicide 2.羞恥奴隷 3.Death Mother Love 4.夢又夢... 5.青イ..MASK 13.狂気殺人               | DAS:VASSER初期時代の曲を完全リメイク。 15周年記念一年間期間限定 1枚目の作品。 |
| 2012年11月11日 | Best Album 虚像ノ「光」  | 6.「桜」 7.第２模倣者 8.CECIL 9.Syndrome 10.WOW-AI-NIN 11.白い君、黒い月 12.Lily                    | DAS:VASSER後記時代の曲を完全リメイク。 15周年記念一年間期間限定 2枚目の作品。 |

### ビデオ
| 2000年11月5日 | ヴィデオ | 1.生贄 2.ウソツキ 3.AURORA | 渋谷ON AIR WESTのワンマンライブにて配布。 後に一部の専門店でも販売された。 ライブ映像に被せてCD音源が流れるPV的な映像。 |

### その他
| 1998年12月18日 | Scene2                                 | 青い…MASK              | Matinaの盟友SoleilのオムニバスCD                                                                |
| 1998年         | NEW AGE CULTURE 〜第一楽章〜（再発盤） | 青い…MASK              | KISAKIプロデュースのオムニバスCD。                                                              |
| 1999年1月27日  | NEW AGE CULTURE 〜第二楽章〜           | attempt suicide        | KISAKIプロデュースのオムニバスCD。                                                              |
| 1999年3月21日  | Decadence                              | 狂気殺人               | 限定2000枚のオムニバスCD(即完売)。 参加バンド DAS:VASSER, AZALEA, DISTRAY, S                    |
| 2000年4月25日  | image TYPE B                           | 輪廻転生               | KISAKIプロデュースのオムニバスCD。                                                              |
| 2000年4月26日  | PRELUDE                                | 症候群〜シンドローム〜 | MatinaのオムニバスCD。                                                                          |
| 2000年12月21日 | FUTURE INVASION DREAM 1                | 我愛你 wow-ai-nin      | フリーウィルとティアーズミュージック共同のオムニバスCD。 メンバー全員チャイナドレスを着ている。 |
| 2001年1月31日  | PRELUDE:2 〜en effort of resalt〜      | トラウマ               | MatinaのオムニバスCD。                                                                          |
| 2003年2月14日  | Matina1997〜2002                       | CECIL                  | Matinaの最後のオムニバスベストCD。                                                              |